# Panorama-Erlebnis-Brücke

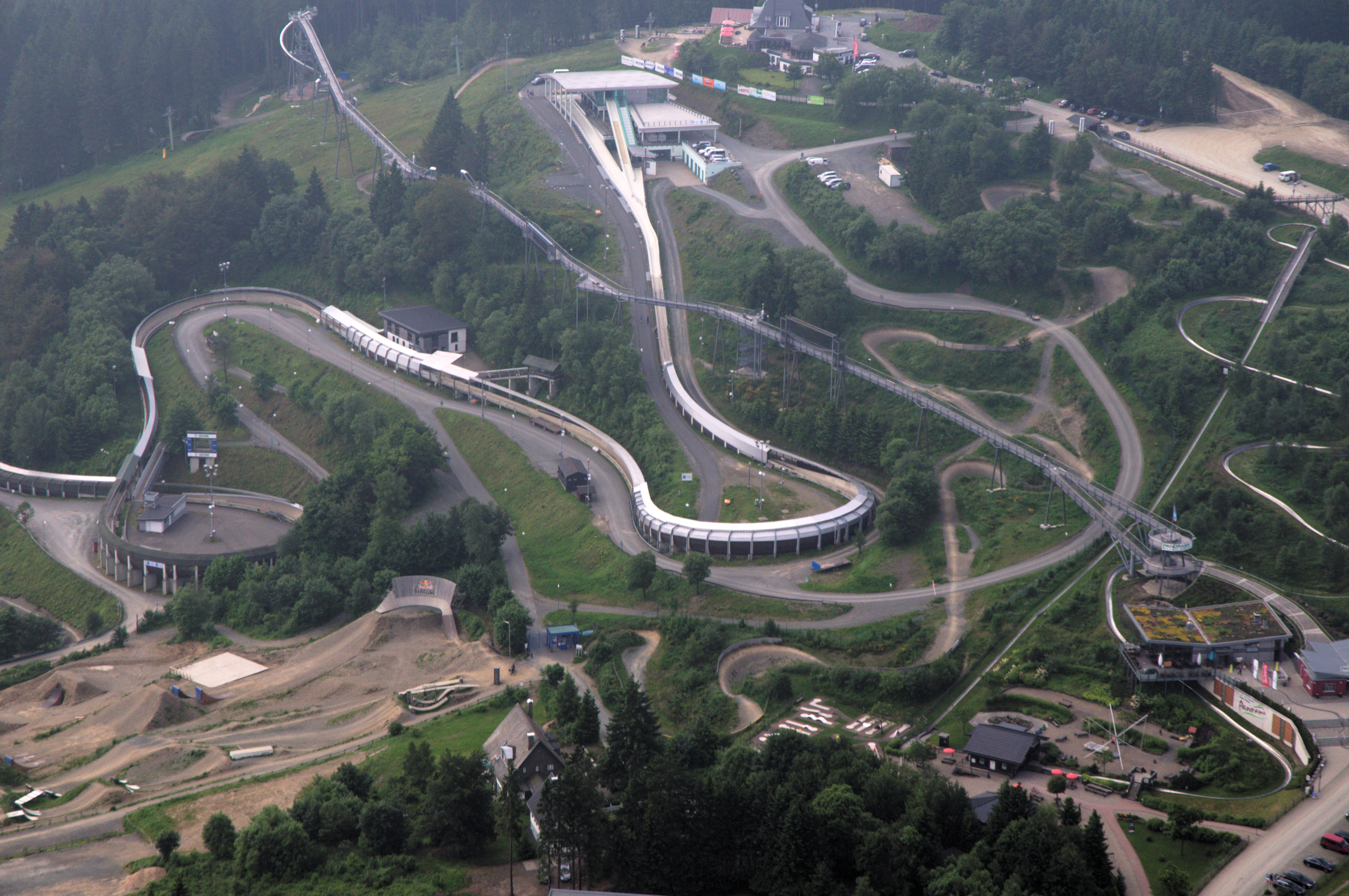
Panorama-Erlebnis-Brücke u. a. mit Winterberger Bobbahn, Winterberger Sommerrodelbahn und Winterberger Bikepark aus der Luft

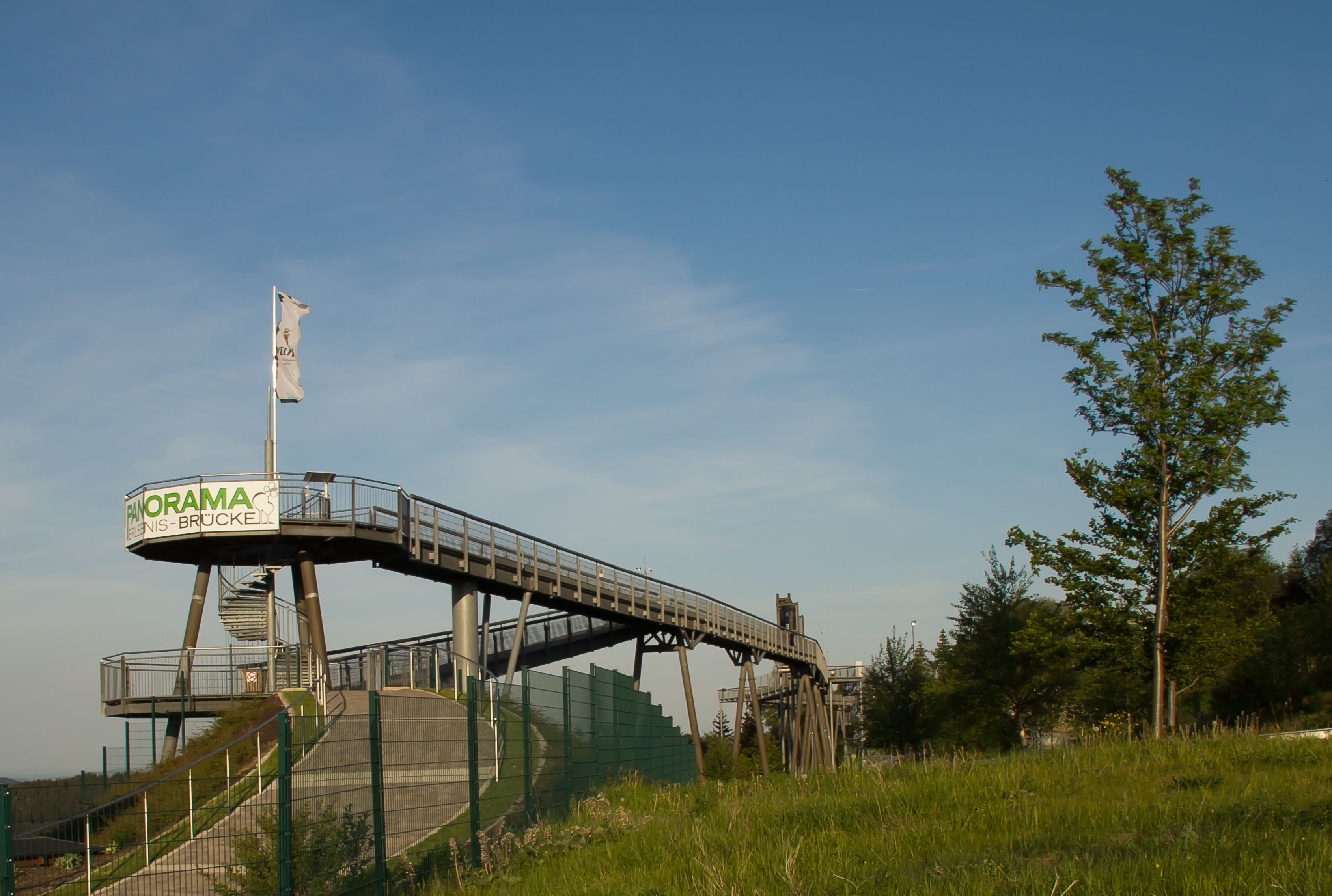
Anfang der Brücke im Nordwesten

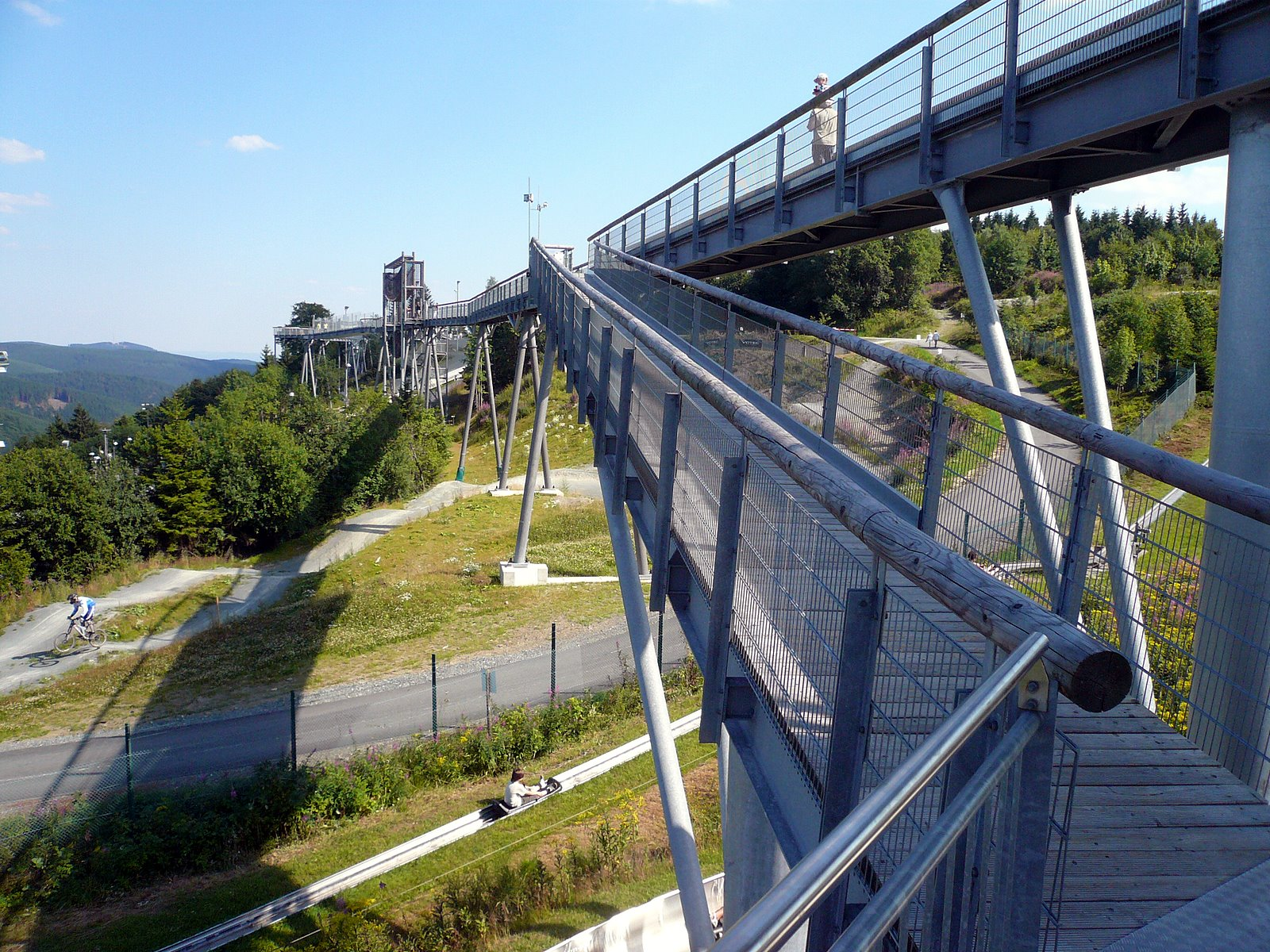
Detail der Brücke über Bikepark und Sommerrodelbahn

Die Panorama-Erlebnis-Brücke in Winterberg im nordrhein-westfälischen Hochsauerlandkreis ist eine 2006 im Gelände des innerhalb des Rothaargebirges befindlichen Freizeitunternehmens Erlebnisberg Kappe eröffnete Wanderbrücke mit Aussichtsplattformen.

## Geographische Lage
Die Brücke steht im Naturpark Sauerland-Rothaargebirge direkt südwestlich der Winterberger Kernstadt etwa auf dem Nordosthang des Berges Kappe (776 m ü. NHN), der sich über dem Tal des Nuhne-Zuflusses Sonneborn erhebt.

## Beschreibung
Die am 28. September 2006 eröffnete und 435 Meter lange Brücke mit sechs Aussichtsplattformen, fünf Spaßelementen (Röhrenrutsche, Hängebrücke, Sky Boa, Tellerbrücke, Dschungelbrücke) weist Höhenunterschiede von fünf bis 20 m auf. Das in Deutschland einzigartige Brückenprojekt wird von 17 Stützen getragen. Verbaut wurden 410 Tonnen Stahl und 1200 Kubikmeter Beton. Das Investitionsvolumen lag bei rund zwei Millionen Euro. 
An jeweils einer Stelle überquert das in Nordwest-Südost-Richtung errichtete Bauwerk die Winterberger Bobbahn, die Winterberger Sommerrodelbahn und den Winterberger Bikepark. An den Endturm der Brücke schließt sich ein Naturerlebnispfad mit 14 Stationen an.
Von der Brücke fällt der Blick in das Rothaargebirge, auf vorgenannte Sportstätten und das Skiliftkarussell Winterberg mit dem Skigebiet Kappe und der St.-Georg-Schanze.